# Ragnar Romanus
Erik Ragnar Romanus, född den 26 februari 1908 i Östersund, död den 3 maj 1982 i Johannebergs församling, Göteborg, var en svensk kirurg. Han var son till Anton Romanus, gift med Vera Starck-Romanus och far till Gabriel Romanus. 
Romanus blev medicine licentiat 1935 och medicine doktor 1953. Han var biträdande läkare i kirurgisk poliklinik vid Karolinska sjukhuset 1949–1956 och docent i kirurgi vid Karolinska institutet 1953–1956. Romanus var professor i kirurgi vid Göteborgs universitet och överläkare vid Sahlgrenska sjukhuset 1956–1974. Han var dekanus vid medicinska fakulteten 1970–1973. Romanus utgav skrifter i kirurgi. Han var redaktionssekreterare för Acta chirurgica scandinavica 1954–1955, redaktör för samma tidskrift 1956–1970, svensk redaktör för Nordisk lärobok i kirurgi och de nordiska läroböckerna Tumörsjukdomar och Strålterapi (1963). Romanus är gravsatt i minneslunden på Västra kyrkogården i Göteborg.